# Erica Vaal
Erica Vaal Roberts (* 16. November 1927 in Wien; † 17. Oktober 2013 in Staatz, Niederösterreich) war eine österreichische Moderatorin und Schauspielerin.

## Leben
Nach ihrem Studium am Max Reinhardt Seminar war sie in einigen Spielfilmen der 1950er bis 1960er Jahre in Nebenrollen zu sehen, auch spielte sie Theater. Nach ihrer Moderation des Eurovision Song Contest 1967 in Wien wurde sie vom neugegründeten Sender Ö3 als Hörfunkmoderatorin engagiert. Sie führte dann bis Ende der 1980er Jahre durch die Sendung Musik aus Lateinamerika. Erica Vaal hatte selbst in ihrer Jugendzeit Jahre in Mexiko verbracht.
Vaal war auch karitativ tätig: als Vorsitzende der Österreichischen Lateinamerika-Hilfe (ÖLH) veranstaltete sie unter anderem 1986 ein Benefizkonzert zugunsten armer Kinder.
Erica Vaal Roberts war bis zu ihrem Tod mit dem in Feldkirchen (Kärnten) geborenen Schauspieler und Schriftsteller Paul Robert Roberts (eigentlich: Paul Robert; 1932–2014) verheiratet. Einer ersten Ehe mit dem Filmproduzenten Victor Pahlen (1907–1981) entstammt eine Tochter, die Filmproduzentin und Autorin Kyra Pahlen (* 1962).
Erica Vaal verstarb am 17. Oktober 2013 an ihrem Wohnsitz in Staatz, Enzersdorf 86, im Alter von 86 Jahren. Ihre Grabstätte befindet sich auf dem Ortsfriedhof.

## Filmografie
- 1956: Im Sturm der Leidenschaft (Thunder Storm)
- 1957: Dort in der Wachau
- 1959: Die Reise (The Journey)
- 1959: Der Schatz vom Toplitzsee
- 1965: Schüsse im 3/4 Takt
- 1965: Man soll den Onkel nicht vergiften (TV)
- 1972: Die Abenteuer des braven Soldaten Schwejk (TV)